# احساسات ضد آمریکایی در ایران

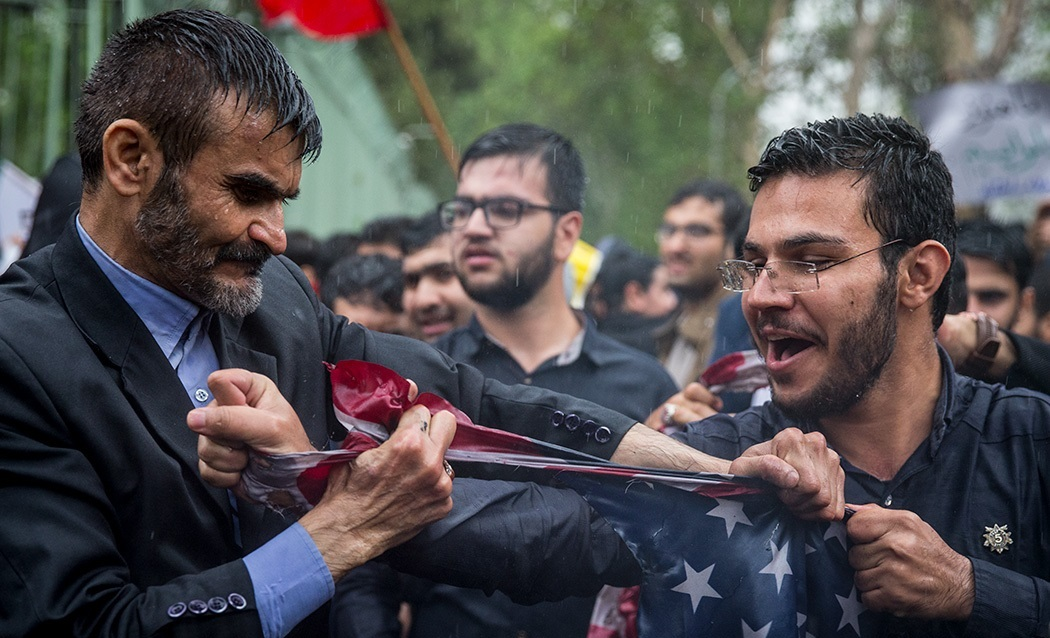
دو معترض در ایران در حال پاره کردن پرچم ایالات متحده در تظاهرات ضد آمریکایی پس از خروج آمریکا از برجام.

احساسات ضد آمریکایی در ایران چیز جدیدی نیست. شُعار معروف «مرگ بر آمریکا» حداقل از زمان انقلاب ۱۳۵۷ در ایران مورد استفاده رایج بوده‌است، مانند بقیه عبارات این چنینی که برای نشان دادن احساسات ضد آمریکایی استفاده می‌شده‌است. از زمان کودتای ۲۸ مرداد ۱۳۳۲ که آژانس اطلاعات مرکزی آمریکا در آن دخالت داشته، شکایت مردم ایران نسبت به دخالت‌های آمریکا افزایش یافته‌است. تا امروزه که برخی نقاشی‌های دیواری در خیابان‌های تهران به عنوان نشانه‌هایی از احساسات ضد آمریکایی حمایت شده توسط دولت ایران مشهود است. به نظر می‌رسد که در زمان رهبری سید روح‌الله خمینی بر ایران، آمریکاستیزی چیزی بیش از نشان دادن حس وطن‌پرستی ایرانیان به کشورشان و تمایز بین نیروی خودی و افراد منافق نبود؛ حتی عبارت «شیطان بزرگ» که قبلاً برای نشان دادن توطئه‌گری دولت آمریکا به کار می‌رفت، به نظر می‌رسد که امروزه به کل ایالات متحده یا حتی بریتانیا تعمیم یافته‌است.
برخی مطالعات نشان می‌دهد که آمریکاستیزی در ایران با خط مشی‌های سیاسی اسلام محور مرتبط است.

## نظرات
- بر اساس گزارش برخی از منابع، نسل جدید جوانان ایرانی با این نوع احساسات ضد آمریکایی موافق نبوده و از تبعیضی که این دیدگاه برای آنها به وجود آورده‌است (عدم برخورداری از امکانات ناشی از ارتباط مسالمت‌آمیز با آمریکا)، شکایت دارند.[۱۰]
- برخی معتقدند که باید واقع‌بین بود و این تمایلات را رها کرد، چون چین و روسیه برای ادامه توسعه اقتصادی و تجاری خود تا حد زیادی مجبور به پیروی از سیاست‌ها و تحریم‌های آمریکا ضد ایران هستند و از طرفی شواهد بسیاری نشان می‌دهد چین با قراردادهای اقتصادی و روسیه با قراردادهای نظامی و تسلیحاتی با تهران تلاش دارند رابطه ایران با آمریکا را در حالت تخاصم دایمی نگه دارند تا در پس این راه بتوانند بیشترین امتیازت اقتصادی، امنیتی و نظامی را از ایران بگیرند؛ لذا ایران از پس این توطئه‌ها برنخواهد آمد و شرایط زندگی برای مردم ایران سخت شده و این گونه احساسات ضد آمریکایی به ضرر رفاه اجتماعی و اقتصادی مردم خواهد بود.[۱۱]
- کارشناسان بین‌الملل بر این باورند که این گونه تمایلات بسیار کوته‌بینانه و برای روابط جهان امروز بسیار پیش پا افتاده هستند. اگر این تمایلات اصلاح نشوند و ملت‌ها در دیدگاه‌های خود تجدید نظر نکرده و به سوی جلو حرکت نکنند، رفته رفته روابط خارجی محدود شده و منجر به عقب‌افتادگی در تمام عرصه‌ها برای ملت‌ها و دولت‌ها خواهد شد، همان‌طور که در بسیاری از کشورها با سیاست ستیزه محور دیده می‌شود.[۱۲][۱۳][۱۴]
- گسترش این نوع تمایلات موجب کشمکش و تضاد بیشتری در جهان می‌شود.[۱۵]